# هيرب غراي
هيرب غراي هو محامي وكاتب غير روائي وسياسي كندي، ولد في 25 مايو 1931 في وندسور في كندا، وتوفي في 21 أبريل 2014 في أوتاوا في كندا بسبب مرض. حزبياً، نشط في الحزب الليبرالي الكندي.

## مناصب
- انتخب عضو مجلس العموم الكندي (25 يونيو 1968 – 14 يناير 2002).
- انتخب عضو مجلس العموم الكندي عن دائرة Windsor West (federal electoral district) [الإنجليزية]‏ (25 يونيو 1968 – 13 مايو 2002).
- انتخب نائب رئيس وزراء كندا [الإنجليزية]‏ (11 يونيو 1997 – 14 يناير 2002).
- انتخب عضو مجلس العموم الكندي عن دائرة Essex West (electoral district) [الإنجليزية]‏ (27 سبتمبر 1962 – 24 يونيو 1968).
- انتخب زعيم المعارضة الرسمية [الإنجليزية]‏ (8 فبراير 1990 – 10 ديسمبر 1990).